# Evangelische Kirche (Maulburg)

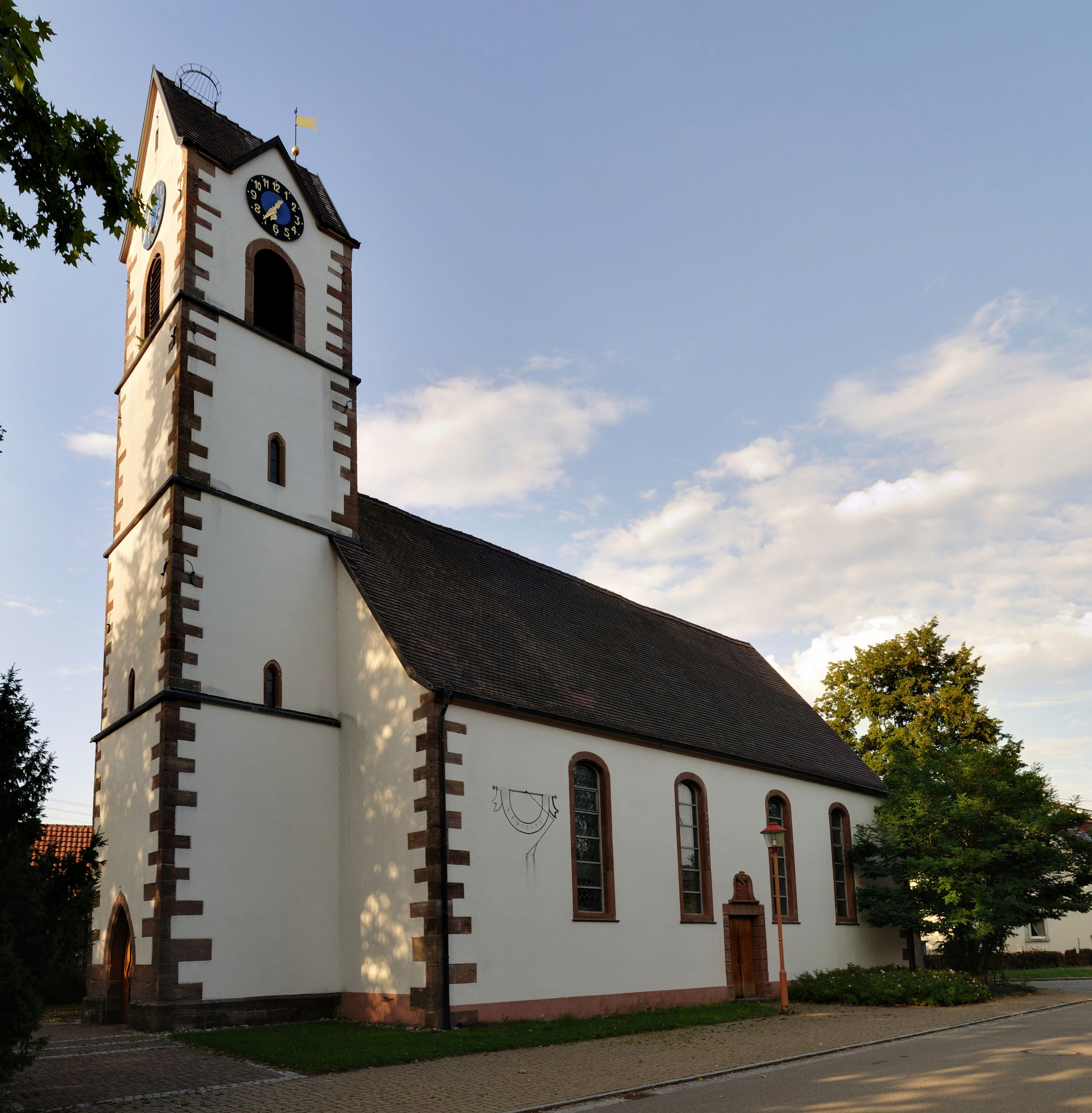
Evangelische Kirche Maulburg

Die Evangelische Kirche Maulburg in der Gemeinde Maulburg im Wiesental wurde in den 1750er Jahren neu erbaut; die erste Kirche im Ort ist urkundlich bis in das 13. Jahrhundert nachgewiesen. In den 1970er Jahren fand man die Überreste einer Apsis vom Vorgängerbau aus dem 12. Jahrhundert.

## Geschichte

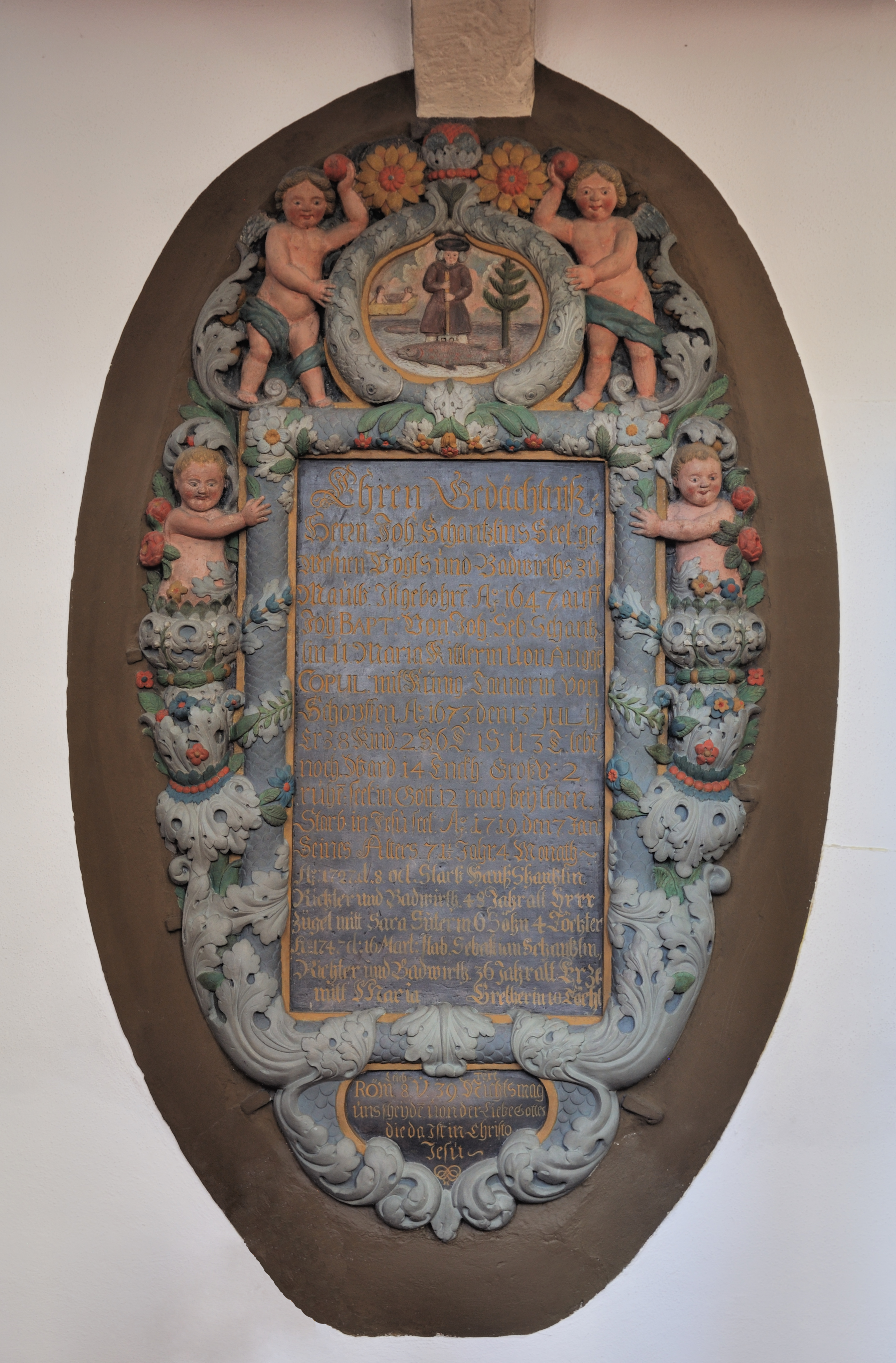
Schantzlin-Epitaph

Ein Hof in Maulburg („in Murperch willa“) wurde in einer Schenkungsurkunde bereits 786 erwähnt. Unsicher ist jedoch, ob der dort erwähnte Priester Folcramnus auch Pfarrer der Gemeinde war. Maulburgs erster Geistlicher („plebanus de Mulberc“) wird im Jahr 1244 erwähnt; die Kirche („ecclesia in Mulberc“) 1249.
Zu Beginn des 18. Jahrhunderts war der Kirchenbau in einem desolaten Zustand. Einem Bericht von 1712 zufolge „waren im Langhaus acht Tannenbäume [Balken] abgefault“ und mussten ersetzt werden. Neben dem notdürftig geflickten Turm hatte ein umgestürzter Baum ein Loch ins Kirchendach geschlagen, das ebenfalls ausgebessert werden musste. Nachdem 1718 zwei Fenster ersetzt worden waren, folgten 1724 und 1739 weitere notwendige Instandsetzungsarbeiten. Pfarrer Johann Dietrich Bohm wandte sich mit der Bitte, die baufällige Kirche zu ersetzen, an den Markgrafen Carl Friedrich von Baden-Durlach und entwarf selbst einen Bauplan für eine kostengünstige Wiedererrichtung. Der kostenintensivere Entwurf von Anton Schrotz wurde verworfen. 1753 konnte der Neubau eröffnet werden, an den eine Gedenktafel über dem Seitenportal erinnert. Ihre Inschrift lautet:

„Zur Ehr / des Dreyeinigen Gottes / wurde von / dem Durchlauchtigsten Fürsten und Herren / CARL FRIEDRICH / Markgrafen zu Baden und Hochberg / etc. / dießes Gottes Hauß erbauet / A. O. R. MDCCLIII / H G J W“

Dringende Renovierungsarbeiten Anfang des 20. Jahrhunderts zögerten sich hinaus. Nachdem 1925 nur notdürftige Reparaturen durchgeführt worden waren, kam es in den Jahren 1973 bis 1974 zu gründlichen Innen- und Außenrenovierungen. Dabei wurden auch archäologische Untersuchungen unternommen, die Überreste zweier Vorgängerkirchen zutage förderten. Danach ist die Bausubstanz der ersten drei Stockwerke des heute viergeschossigen Glockenturms in die Spätgotik einzuordnen. Bei den Untersuchungen fand man Reste einer rechteckigen Choranlage aus dem 14. Jahrhundert und stellte fest, dass sich zwischen Chor und Langhaus ein unverhältnismäßig großer Triumphbogen befunden haben muss.

## Beschreibung

### Kirchengebäude
Die Kirche in Maulburg besteht aus einem rechteckigen Saalbau und einem daran angebauten viergeschossigen Glockenturm. Das mit einem Satteldach gedeckte Langhaus besitzt an seinen Längsseiten je vier rundbogige, schmale Fenster, an der Chorseite nur ein Fenster dieser Art. An der Langhaussüdseite befindet sich eine Sonnenuhr. Die Kanten von Turm und Langhaus sind mit in dieser Region typischer Eckquaderung profiliert. Im vierten Geschoss des Turmes befinden sich zu jeder Seite hin vier rundbogige Klangarkaden, darüber ein rundes Zifferblatt der Turmuhr. An den beiden Seiten parallel zu den Längsseiten des Langhauses ragen kleine, dreieckige Giebel aus dem ebenfalls parallel zum Langhaus ausgerichteten Satteldach des Turms.

### Inneres und Ausstattung

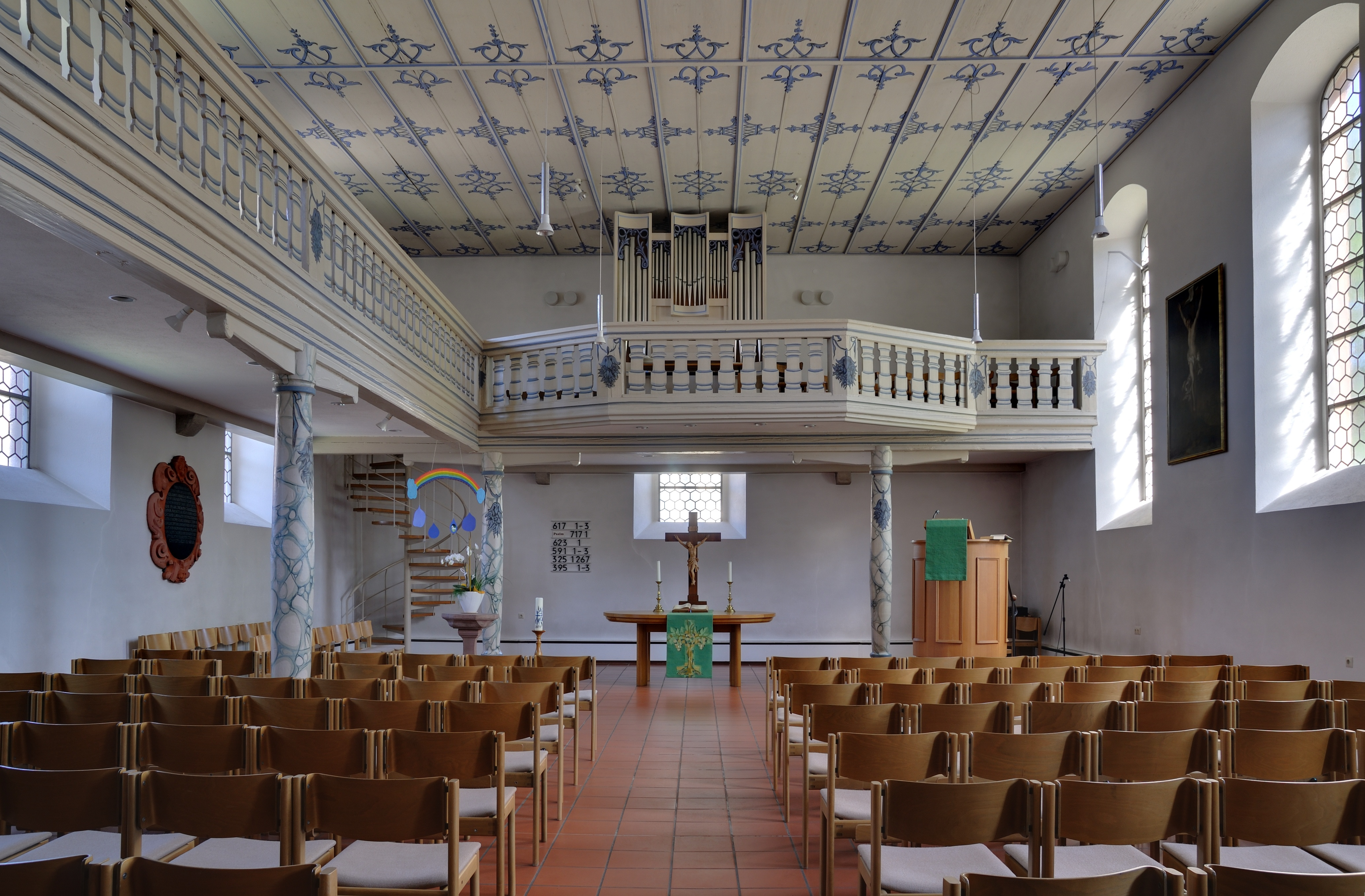
Langhaus gen Altar

Im Inneren ist das Langhaus mit einer flachen Holzdecke eingezogen. Eine auf fünf Säulen ruhende Empore befindet sich entlang der West-, Nord- und Ostwand. Die Malereien auf Decke, Brüstung und Säule waren vor ihrer Freilegung in den Jahren 1973 bis 1974 übertüncht. Das Ölgemälde an der Südwand, das die Kreuzigung Christi darstellt, schuf 1756 der badische Hofmaler Philipp Heinrich Kisling.
An der Nordwand des Langhauses befinden sich drei Epitaphe, die an folgende Personen erinnern: das erste an den Pfarrer Johann Schöne (14. August 1678), das zweite an den Vogt und Badwirt Johann Schantzlin (7. Januar 1719), den Richter und Badwirt Hand Schantzlin sowie den Richter und Badwirt Sebastian Schantzlin (16. März 1747), mit dem dritten wird Johann Margaretha Bohm (28. Dezember 1728) und Johann Daniel Bohm (18. September 1732) gedacht.

### Glocken und Orgel

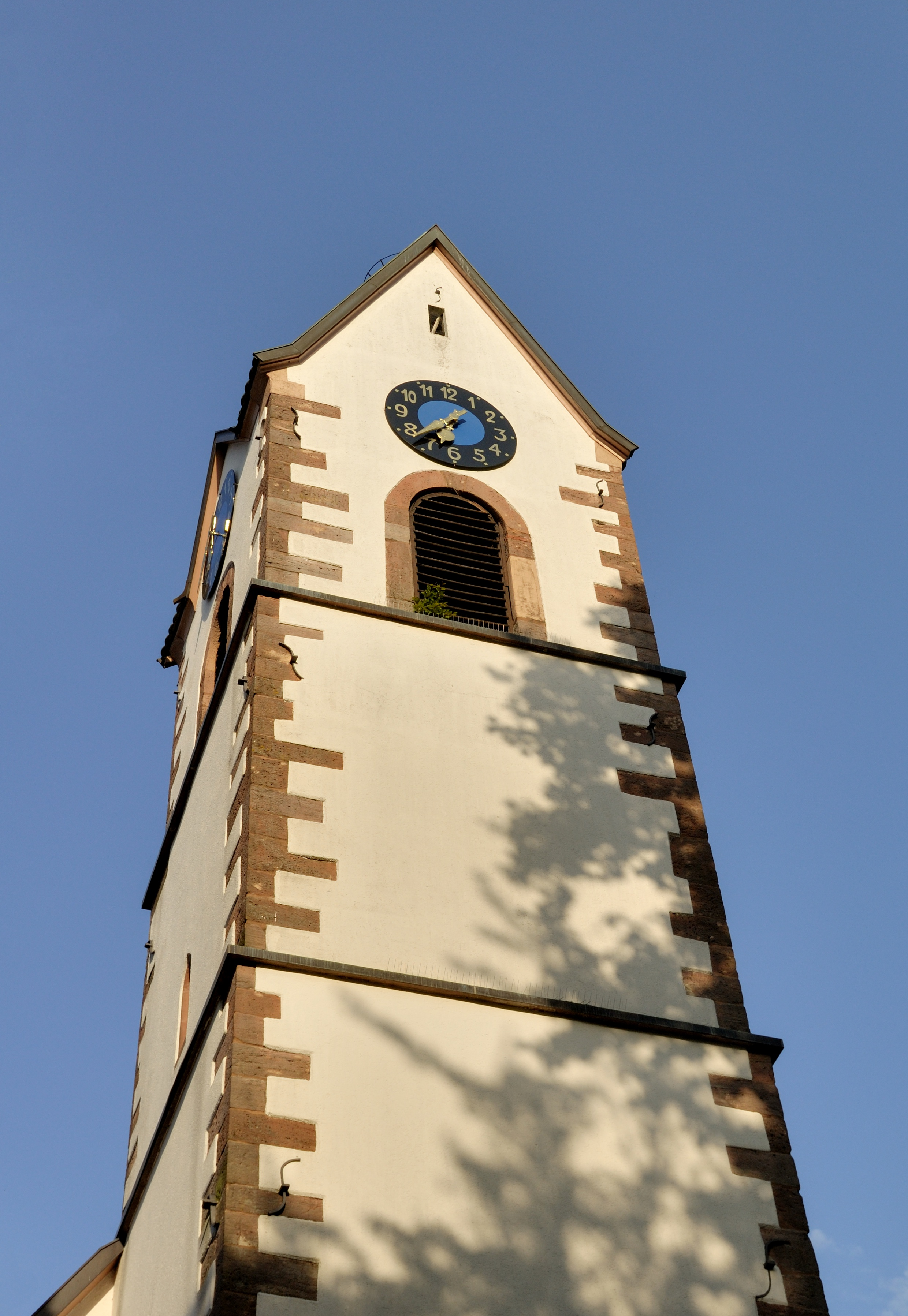
Glockenturm

Das dreistimmige Bronzegeläut der Evangelischen Kirche in Maulburg setzt sich wie folgt zusammen:
| Name            | Schlagton | Gussjahr | Gießerei                |
| --------------- | --------- | -------- | ----------------------- |
| Große Glocke    | g′′       | 1952     | Glockengießerei Bachert |
| Mittlere Glocke | a′        | 1761     | Boss, Lörrach           |
| Kleine Glocke   | c′′       | 1921     | Glockengießerei Bachert |

Eine ältere Orgel wurde durch ein Instrument von Fridolin Merklin 1893 ersetzt. Sie besaß zwei Manuale, ein Pedal und 15 Register. Die Merklin-Orgel wurde 1979 durch eine von Georges Heintz aus Schiltach ersetzt. Das Werk mit Schleiflade, mechanischer Spiel- und Registertraktur besitzt zwei Manuale, ein Pedal und 13 Register und zwei Vorabzüge. Im Juli 2020 wurde die Orgel vollständig saniert. Nicht nur wurden alle Orgelpfeifen wurden ausgebaut, sondern es wurde auch die Elektrik erneuert.